# The Clever Mrs. Carfax
The Clever Mrs. Carfax è un film muto del 1917 diretto da Donald Crisp.

## Produzione
Il film fu prodotto dalla Jesse L. Lasky Feature Play Company.

## Distribuzione
Distribuito dalla Paramount Pictures e dalla Famous Players-Lasky Corporation, il film uscì nelle sale cinematografiche USA il 5 novembre 1917.